# Keretyci
Keretyci – według Starego Testamentu, członkowie gwardii przybocznej króla Dawida, wymieniani razem z Peletytami. Utożsamiani są z Filistynami, którzy po upadku państwa Hetytów i osłabieniu Egiptu osiedlili się w Palestynie. Stary Testament wiąże pochodzenie Filistynów z wyspą Kafthor, utożsamianą z Kretą (egipska nazwa Kftjw – Keftiu), co może tłumaczyć nazwę „Keretyci” (hebr. Kreti).
W Starym Testamencie nazwa poświadczona została w księgach: 1Krl 1, 38, 1Krl 1, 44; 2Sm 8, 18; 2Sm 15, 18; 2Sm 20, 7; 2Sm 20, 23; 1Krn 18, 17) .